# Šmartno pri Litiji
Šmartno pri Litiji (Duits: Sankt Martin bei Littai) is een gemeente in de Sloveense regio Ljubljana en telt 5266 inwoners (2007).
Šmartno pri Litiji betekent letterlijk Šmartno bij Litija. De naam Šmartno is afgeleid van H. Martinus van Tours.

## Plaatsen in de gemeente
Bogenšperk, Bukovica pri Litiji, Cerovica, Črni Potok, Dolnji Vrh, Dragovšek, Dvor, Gornji Vrh, Gozd-Reka, Gradišče pri Litiji, Gradišče, Gradiške Laze, Jablaniške Laze, Jablaniški Potok, Jastrebnik, Javorje, Jelša, Ježce, Ježni Vrh, Kamni Vrh pri Primskovem, Koške Poljane, Leskovica pri Šmartnem, Liberga, Lupinica, Mala Kostrevnica, Mala Štanga, Mihelca, Mišji Dol, Mulhe, Obla Gorica, Podroje, Poljane pri Primskovem, Preska nad Kostrevnico, Primskovo, Račica, Razbore, Riharjevec, Selšek, Sevno, Spodnja Jablanica, Stara Gora pri Velikem Gabru, Ščit, Šmartno pri Litiji, Štangarske Poljane, Velika Kostrevnica, Velika Štanga, Vinji Vrh, Vintarjevec, Višnji Grm, Volčja Jama, Vrata, Zagrič, Zavrstnik, Zgornja Jablanica

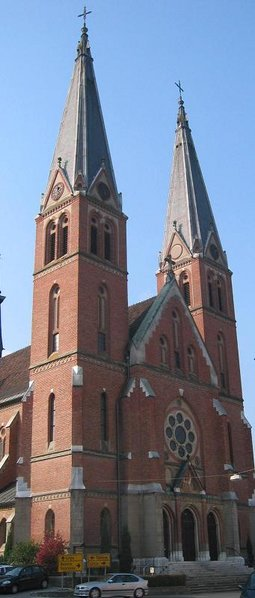
Kerk van H. Martinus in Šmartno

## Geboren in Šmartno pri Litiji
- Slavko Grum (1901-1949)
- Ferdo Tomazzin (1869-1937)
- Ivan Bartl (1860-1900)
- Davorin Hostnik (1853-1927)

Borovnica · Brezovica · Dobrepolje · Dobrova-Polhov Gradec · Dol pri Ljubljani · Domžale · Grosuplje · Horjul · Ig · Ivančna Gorica · Kamnik · Komenda · Litija · Ljubljana · Log-Dragomer · Logatec · Lukovica · Medvode · Mengeš · Moravče · Škofljica · Šmartno pri Litiji · Trzin · Velike Lašče · Vodice · Vrhnika